# Brug 831
Brug 831 is een bouwkundig kunstwerk in Amsterdam-Zuid.
Deze betonnen brug leidt van de Willem van Weldammelaan naar het Gijsbrecht van Aemstelpark en wel naar het Ontmoetingseiland in dat park. De brug is ontworpen door architect Dirk Sterenberg, dan werkend bij en voor de bruggendienst van de Dienst der Publieke Werken. Hij kreeg de eer ontwerpen te maken voor alle toe- en uitgangen van genoemd park en kon hiermee een forse bijdrage leveren in zijn eindtotaal van 173 bruggen (gegevens 2008) voor Amsterdam.
Rondom genoemd ontmoetingseiland werden vier bruggen verlangd welke alle hetzelfde stramien meekregen. Een V-vormige overspanning met daarop groen geschilderde leuningen met een witte balustrade. Aan het noordoostelijk eind staat wooncomplex Crystal Court.
<<< · 801 · 802 · 803 · 804 · 805 · 808 · 811 · 812 · 813 · 814 · 815 · 816 · 817 · 818 · 819 · 820 · 821 · 822 · 823 · 824 · 825 · 826 · 827 · 828 · 829 · 830 · 831 · 832 · 833 · 834 · 835 · 836 · 837 · 838 · 839 · 840 · 841 · 842 · 844 · 845 · 846 · 848 · 849 · 850 ·  854 · 856 · 857 · 858 · 859 · 860 · 863 · 864 · 865 · 866 · 867 · 868 · 869 · 870 · 871 · 872 · 873 · 875 · 876 · 877 · 889 · 890 · 891 · 892 · 893 · 895 · 896 · 897 · 898 · 899 · >>>
Brugnummers 800, 806, 807, 809, 810, 843 (gesloopt, Uilenstede, Amstelveen), 847 (Uilenstede, Amstelveen) , 851 (gesloopt, Dirk Sterenberg), 852 (gesloopt, Dirk Sterenberg), 853 (gesloopt, Dirk Sterenberg), 855, 861, 862, 874, 878, 879, 880, 881, 882, 883, 884, 885, 886, 887, 888, 894 zijn niet (meer) vergeven.